# Bredsjön (Ljustorps socken, Medelpad)
Bredsjön är en sjö i Timrå kommun i Medelpad som ingår i Indalsälvens huvudavrinningsområde. Sjön är 20,9 meter djup, har en yta på 0,614 kvadratkilometer och befinner sig 139,1 meter över havet. Sjön avvattnas av vattendraget Bredsjöån.
Bredsjön är även en by i västra Ljustorp. Byn ligger vid Bredsjön och har ett aktivt byalag. Här finns en badplats, vildmarkssatsning med badflotte, bastu, kanotuthyrning och kåtor för övernattning. I byn startar också Medelpad Classic, ett skidlopp som går genom Ljustorpsbygden varje år.

## Delavrinningsområde
Bredsjön ingår i delavrinningsområde (695567-156311) som SMHI kallar för Utloppet av Bredsjön. Medelhöjden är 229 meter över havet och ytan är 7,9 kvadratkilometer. Räknas de 4 avrinningsområdena uppströms in blir den ackumulerade arean 48,32 kvadratkilometer. Bredsjöån som avvattnar avrinningsområdet har biflödesordning 3, vilket innebär att vattnet flödar genom totalt 3 vattendrag innan det når havet efter 47 kilometer. Avrinningsområdet består mestadels av skog (81 procent). Avrinningsområdet har 0,61 kvadratkilometer vattenytor vilket ger det en sjöprocent på 7,7 procent.